# Pahavalla
Koordinaten: 58° 27′ N, 23° 1′ O
Pahavalla (deutsch Pahawald) ist ein Dorf (estnisch küla) auf der größten estnischen Insel Saaremaa. Es gehört zur Landgemeinde Saaremaa (bis 2017: Landgemeinde Laimjala) im Kreis Saare.

## Einwohnerschaft und Lage
Das Dorf hat 22 Einwohner (Stand 31. Dezember 2011). Es liegt 38 Kilometer nordöstlich der Inselhauptstadt Kuressaare.

## Persönlichkeiten
1928 wurde auf dem zu Pahavalla gehörenden Bauernhof Tooma talu der estnische Politiker Arnold Rüütel († 2024) geboren. Er war von 2001 bis 2006 Präsident der Republik Estland.